# Lijst van voetbalinterlands Laos - Myanmar
Deze lijst van voetbalinterlands is een overzicht van alle officiële voetbalwedstrijden tussen de nationale teams van Laos en Myanmar. De landen hebben tot op heden negentien keer tegen elkaar gespeeld. De eerste ontmoeting, een wedstrijd tijdens de Zuidoost-Aziatische Spelen 1967, werd gespeeld in Bangkok (Thailand) op 14 december 1967. Het laatste duel, een groepswedstrijd tijdens de Zuidoost-Azië Cup 2024, vond plaats op 18 december 2024 in Yangon.

## Wedstrijden
| №  | Plaats              | Datum             | Competitie                          | Wedstrijd      | Uitslag |
| -- | ------------------- | ----------------- | ----------------------------------- | -------------- | ------- |
| 1  | Bangkok             | 14 december 1967  | Zuidoost-Aziatische Spelen 1967     | Birma − Laos   | 2 − 0   |
| 2  | Bangkok             | 20 november 1968  | Vriendschappelijk                   | Birma − Laos   | 3 − 0   |
| 3  | Rangoon             | 11 december 1969  | Zuidoost-Aziatische Spelen 1969     | Birma − Laos   | 4 − 0   |
| 4  | Jakarta             | 5 juni 1972       | Vriendschappelijk                   | Birma − Laos   | 6 − 1   |
| 5  | Singapore           | 2 september 1973  | Zuidoost-Aziatische Spelen 1973     | Birma − Laos   | 8 − 0   |
| 6  | Singapore           | 9 juni 1993       | Zuidoost-Aziatische Spelen 1993     | Laos − Myanmar | 1 − 7   |
| 7  | Chinag Mai          | 12 december 1995  | Zuidoost-Aziatische Spelen 1995     | Laos − Myanmar | 0 − 1   |
| 8  | Singapore           | 11 september 1996 | Zuidoost-Azië Cup 1996              | Laos − Myanmar | 2 − 4   |
| 9  | Rangoon             | 18 maart 1998     | Zuidoost-Azië Cup 1998 kwalificatie | Myanmar − Laos | 3 − 0   |
| 10 | Bandar Seri Begawan | 5 augustus 1999   | Zuidoost-Aziatische Spelen 1999     | Laos − Myanmar | 0 − 0   |
| 11 | Seoel               | 7 april 2000      | Azië Cup 2000 kwalificatie          | Myanmar − Laos | 4 − 0   |
| 12 | Shah Alam           | 25 augustus 2007  | Vriendschappelijk                   | Myanmar − Laos | 1 − 0   |
| 13 | Rangoon             | 13 oktober 2012   | Zuidoost-Azië Cup 2012 kwalificatie | Myanmar − Laos | 0 − 0   |
| 14 | Vientiane           | 20 oktober 2014   | Zuidoost-Azië Cup 2014 kwalificatie | Laos − Myanmar | 1 − 2   |
| 15 | Vientiane           | 11 juni 2015      | WK 2018 kwalificatie                | Laos − Myanmar | 2 − 2   |
| 16 | Bangkok             | 13 oktober 2015   | WK 2018 kwalificatie                | Myanmar − Laos | 3 − 1   |
| 17 | Vientiane           | 16 november 2018  | Zuidoost-Azië Cup 2018              | Laos − Myanmar | 1 − 3   |
| 18 | Yangon              | 30 december 2022  | Zuidoost-Azië Cup 2022              | Myanmar − Laos | 2 − 2   |
| 19 | Yangon              | 18 december 2024  | Zuidoost-Azië Cup 2024              | Myanmar − Laos | 3 − 2   |

## Samenvatting
| Competitie                     | Totaal gespeeld | Winst Laos | Gelijk | Winst Myanmar | Doelsaldo Laos – Myanmar |
| ------------------------------ | --------------- | ---------- | ------ | ------------- | ------------------------ |
| WK-kwalificatie                | 2               | 0          | 1      | 1             | 3 − 5                    |
| Azië Cup-kwalificatie          | 1               | 0          | 0      | 1             | 0 − 4                    |
| Zuidoost-Azië Cup              | 4               | 0          | 1      | 3             | 7 − 12                   |
| Zuidoost-Azië Cup-kwalificatie | 3               | 0          | 1      | 2             | 1 − 5                    |
| Zuidoost-Aziatische Spelen     | 6               | 0          | 1      | 5             | 1 − 22                   |
| Vriendschappelijk              | 3               | 0          | 0      | 3             | 1 − 10                   |
| Totaal                         | 19              | 0          | 4      | 15            | 13 − 58                  |

LFF · 
A-internationals · 
Laotiaans vrouwenelftal
1960 – 1969 · 
1970 – 1979 · 
1980 – 1989 · 
1990 – 1999 · 
2000 – 2009 · 
2010 – 2019 ·
2020 − 2029
Afghanistan ·
Bangladesh ·
Bhutan ·
Brunei ·
Cambodja ·
China ·
Filipijnen ·
Guam ·
Hongkong ·
India ·
Indonesië ·
Iran ·
Jordanië ·
Kazachstan ·
Koeweit ·
Lesotho ·
Libanon ·
Macau ·
Malediven ·
Maleisië ·
Mongolië ·
Myanmar ·
Nepal ·
Oman ·
Oost-Timor ·
Qatar ·
Saoedi-Arabië ·
Singapore ·
Sri Lanka ·
Syrië ·
Taiwan ·
Thailand ·
Turkmenistan ·
Verenigde Arabische Emiraten ·
Vietnam ·
Zuid-Korea ·
Zuid-Vietnam
MFF · 
A-internationals · 
Myanmarees vrouwenelftal
1951 – 1959 · 
1960 – 1969 · 
1970 – 1979 · 
1980 – 1989 · 
1990 – 1999 · 
2000 – 2009 · 
2010 – 2019 ·
2020 − 2029
Bahrein ·
Bangladesh ·
Bolivia ·
Brunei ·
Burundi ·
Cambodja ·
China ·
DDR ·
Filipijnen ·
Guam ·
Hongkong ·
India ·
Indonesië ·
Irak ·
Iran ·
Israël ·
Japan ·
Kirgizië ·
Koeweit ·
Laos ·
Lesotho ·
Libanon ·
Libië ·
Luxemburg ·
Macau ·
Malediven ·
Maleisië ·
Marokko ·
Mongolië ·
Nepal ·
Nieuw-Zeeland ·
Noord-Korea ·
Oman ·
Oost-Timor ·
Pakistan ·
Palestina ·
Qatar ·
Singapore ·
Sri Lanka ·
Syrië ·
Tadzjikistan ·
Taiwan ·
Thailand ·
Turkmenistan ·
Verenigde Arabische Emiraten ·
Vietnam ·
Zuid-Korea ·
Zuid-Vietnam